# Yaylaçayır, Oltu
Yaylaçayır là một xã thuộc huyện Oltu, tỉnh Erzurum, Thổ Nhĩ Kỳ. Dân số thời điểm năm 2011 là 95 người.